# Helper therapy
Il principio della helper therapy (lett. terapia di colui che aiuta) suggerisce che quando un individuo fornisce assistenza a un'altra persona, egli stesso può trarne beneficio. Il principio è stato descritto per la prima volta da Frank Riessman nel 1965, in un articolo pubblicato sulla rivista Social Work. Il modello di Riessman ha ispirato successive ricerche che affrontano una varietà di questioni sociali e legate alla salute che interessano gli individui e le comunità di tutto il mondo.

## L'articolo di Riessman
L'articolo di Riessman esplorava il modo in cui i non professionisti si sostengono a vicenda nei gruppi di auto mutuo aiuto, sulla base delle sue osservazioni su un campione di questi gruppi, nonché sul suo riassunto dei risultati della ricerca nei settori dell'assistenza sociale, dell'istruzione e della leadership. Questo articolo suggeriva che sebbene "l'uso di persone con un problema per aiutare altre persone che hanno lo stesso problema in forma più grave" è "un approccio terapeutico secolare", l'attenzione tradizionale sui risultati per coloro che ricevono l'aiuto, escludendo dal considerare i risultati per coloro che forniscono l'aiuto, è troppo limitata; invece, Riessman auspicava una maggiore considerazione dell'esperienza del"l'individuo che ha meno bisogno dell'aiuto, cioè della persona che fornisce l'assistenza" perché "spesso è lui che migliora!" (p. 27). Sebbene Riessman esprimesse dubbi sul fatto che le persone che ricevono aiuto traggano sempre beneficio dall'assistenza fornita loro, si sentiva più sicuro sul fatto che le persone che forniscono aiuto stessero probabilmente sperimentando importanti benefici; quindi, secondo Riessman, l'interazione di aiuto ha almeno il potenziale di essere reciprocamente vantaggiosa per entrambe le parti coinvolte (vale a dire, sia per chi fornisce aiuto, sia per chi lo riceve), ma non è assolutamente necessario che l'"aiutato" riceva un beneficio affinché l '"aiutante" possa beneficiare dei vantaggi dell'aiuto. Nei casi in cui si verifica un vero beneficio reciproco, l'aiutato e l'aiutante beneficiano in diversi modi, in modo tale che la persona che riceve aiuto beneficia attraverso la ricezione di qualsiasi forma specifica di assistenza offerta (ad esempio, supporto emotivo, informazioni, ecc.), mentre la persona che fornisce assistenza beneficia dell'atto stesso di fornire assistenza, indipendentemente dal tipo di aiuto che fornisce.
Riessman ha proposto diversi meccanismi che possono facilitare i benefici sperimentati da un individuo impegnato in un ruolo di aiuto:
- ottenere un'immagine migliore di sé;
- impegnarsi maggiormente in una posizione attraverso il processo di persuasione (vale a dire "auto-persuasione attraverso la persuasione degli altri");
- sperimentare uno sviluppo significativo delle proprie abilità, dopo aver ricevuto interesse e aver imparato insegnando agli altri;
- ottenere l'accesso a un ruolo socialmente apprezzato, e al conseguente senso di status sociale e di importanza;
- godere delle opportunità per affermare il proprio benessere dopo l'inserimento in un sistema come modello di riferimento;
- spostare la propria attenzione dalle proprie preoccupazioni e dai propri problemi per aiutare gli altri (e quindi distrarsi dalle proprie difficoltà)[1].

## Ricerche successive

### Salute
Lepore, Buzaglo, Liberman, Golant, Greener e Davey (2014) hanno studiato il principio della helper therapy in uno studio controllato randomizzato su un gruppo di supporto online, prosociale e centrato sull'altro, per donne sopravvissute al cancro al seno (P-ISG). Rispetto alle sopravvissute alla stessa patologia che hanno partecipato a un altro gruppo di supporto standard, auto-focalizzato, che non è stato progettato per fornire esplicitamente opportunità per favorire l'interazione (S-ISG), le analisi hanno scoperto che le persone nella condizione P-ISG ha fornito più supporto agli altri, ma i partecipanti a P-ISG hanno sperimentato un livello più alto di depressione e ansia dopo l'intervento rispetto a quelli in S-ISG. Questi risultati non riescono a fornire supporto al principio della help therapy, che sostiene che "aiutare gli altri è efficace nel promuovere la salute mentale" (p. 4085). Nel tenere conto di questi risultati, Lepore et al. suggeriscono che è possibile che le donne nella condizione P-ISG si sentano titubanti nell'esprimere i propri sentimenti negativi per paura che ciò possa avere un impatto negativo sugli altri, mentre le donne nella condizione S-ISG si sentono più in grado di liberarsi dal dolore emotivo e hanno quindi goduto di migliori risultati sulla salute mentale.
Arnold, Calhoun, Tedeschi e Cann (2005) hanno esplorato le sequele positive e negative della fornitura di psicoterapia ai clienti che avevano subito traumi e successiva crescita post-traumatica, conducendo interviste a un campione di terapeuti (N = 21). Sebbene tutti gli intervistati abbiano indicato di sperimentare un certo grado di esperienza negativa a seguito dell'impegno nella psicoterapia focalizzata sul trauma (come pensieri intrusivi, risposte emotive negative, risposte fisiche negative e dubbi sulla competenza clinica), tutti i partecipanti hanno anche indicato una quota di esito personale positivo come risultato dell'assistenza ai clienti con questo tipo di esperienze. Le reazioni positive vissute dai clinici impegnati nel lavoro sul trauma includevano: godere della gratificazione che deriva dal guardare gli altri crescere e avere successo in momenti difficili; riconoscimento della propria crescita e sviluppo personale; aumentata capacità di connettersi emotivamente con gli altri; impatto sul proprio senso di spiritualità; maggiore consapevolezza della propria fortuna nella vita; e crescente apprezzamento per la forza e la resilienza degli esseri umani. Questa scoperta suggerisce che il principio della helper therapy può operare in un contesto clinico in cui i terapeuti (cioè coloro che aiutano) traggono beneficio dall'impegnarsi nel processo di fornitura del trattamento ai clienti in psicoterapia che sono sopravvissuti a esperienze traumatiche.
Pagano, Post e Johnson (2011) hanno esaminato le prove recenti che esaminano "benefici per la salute" tra le popolazioni che hanno avuto un coinvolgimento problematico con l'alcol, altre condizioni di salute mentale e/o problemi medici generali. In breve, la loro review suggerisce che quando gli individui con condizioni di salute croniche (ad es. Disturbo da uso di alcol, dismorfofobia con dipendenza da alcol in comorbidità, sclerosi multipla, dolore cronico) aiutano gli altri a vivere con la stessa condizione cronica, coloro che aiutano ricevono benefici individuali (ad es. tempo più lungo prima di una recidiva, remissione, riduzione della depressione e altri sintomi problematici e maggiore fiducia in sé stessi, autostima e funzionamento dei ruoli).
Inoltre, la review di Post (2005) della letteratura sull'altruismo, la felicità e la salute indica che "esiste una forte correlazione tra il benessere, la felicità, la salute e la longevità delle persone che sono emotivamente gentili e compassionevoli nelle loro attività benefiche di aiuto" (p. 73). Tuttavia, Post rileva anche che chi aiuta può essere sopraffatto dal coinvolgimento eccessivo nella vita di altri, e che fornire assistenza oltre una certa soglia variabile può portare a risultati deleteri piuttosto che benefici per chi aiuta.

### Assistenza sociale
Melkman, Mor-Salwo, Mangold, Zeller e Benbenishty (2015) hanno usato un approccio basato sulla grounded theory per comprendere 1) le motivazioni e le esperienze che hanno portato i giovani careleavers (N = 28, 18–26 anni) in Israele e Germania a assumere un ruolo di supporto e 2) i benefici che dichiarano di godere come risultato dell'aiutare gli altri attraverso il volontariato e/o le carriere focalizzate sui servizi sociali. I partecipanti hanno riferito che l'osservazione dei modelli coinvolti nei ruoli di aiuto, l'essere esposti a valori prosociali e l'avere opportunità di volontariato all'interno del sistema in cui stavano ricevendo contemporaneamente assistenza, hanno contribuito alla successiva assunzione di ruoli di aiuto più stabili e regolari. Questi partecipanti si sentivano obbligati a fornire assistenza agli altri, desideravano fornire tale assistenza agli altri e si sentivano sufficientemente competenti per svolgere i compiti loro richiesti nel loro ruolo di aiuto. Questi partecipanti hanno riferito che aiutare gli altri ha fornito loro un senso di scopo nella loro vita e anche una maggiore autoefficacia, connessione sociale e capacità di affrontare le questioni personali. Inoltre, i partecipanti hanno riferito che assumere un ruolo di aiuto ha fornito un senso di normalità alle loro vite, oltre a fornire loro un senso di prospettiva sul proprio percorso di vita. Un partecipante (un volontario in un dipartimento di polizia che è stato assegnato a lavorare con giovani a rischio) ha condiviso con i ricercatori:

### Auto mutuo aiuto
Roberts, Salem, Rappaport, Toro, Luke e Seidman (1999) hanno trovato supporto per il principio della helper therapy tra i partecipanti di GROW, un gruppo di auto mutuo aiuto per persone con gravi malattie mentali, in base al quale "i partecipanti che hanno offerto aiuto ad altri hanno evidenziato un miglioramento nel tempo nell'adeguamento psicosociale "(p. 859).
Maton (1988) riporta che occupare ruoli sia di "aiutante" che di "aiutato" in un gruppo di auto mutuo aiuto (cioè supporto bidirezionale) era correlato positivamente con il benessere psicologico e le percezioni positive sui benefici dell'appartenenza al gruppo, e che questi membri con doppio ruolo avevano un maggiore senso di benessere e un'opinione più favorevole del gruppo rispetto ai membri che erano solo aiutati (cioè destinatari dell'assistenza).
Olson, Jason, Ferrari e Hutcheson (2005) hanno esaminato la letteratura esistente su quattro organizzazioni di auto mutuo aiuto (Alcolisti Anonimi,, Oxford House, GROW e Schizophrenics Anonymous). I ricercatori suggeriscono che i processi di cambiamento trovati all'interno del modello transteoretico di cambiamento del comportamento intenzionale (Prochaska, Diclemente e Norcross, 1992) sono un modello utile per concettualizzare le attività dei membri delle organizzazioni di mutuo aiuto durante il loro percorso di recupero. I ricercatori collegano esplicitamente la liberazione sociale, l'ultimo dei dieci processi di cambiamento articolati dal modello (gli altri sono: sensibilizzazione, auto-rivalutazione, relazioni di aiuto, auto-liberazione, rivalutazione ambientale, sollievo drammatico/eccitazione emotiva, controllo dello stimolo, gestione del rinforzo e controcondizionamento) al principio dell'helper therapy, insieme a un concetto correlato noto come supporto bidirezionale (Maton, 1988). Per Olson et al. (2005), la liberazione sociale "coinvolge la persona in fase di recupero focalizzando l'attenzione lontano da se stessa e sviluppando un più ampio riconoscimento delle problematiche sociali che hanno contribuito al problema mirato" che incoraggia "il recupero della persona ad assumere atteggiamenti più favorevoli verso gli altri che affrontano problemi simili "(p. 174). Nel rivedere la ricerca condotta tra i membri di queste quattro organizzazioni di auto mutuo aiuto, i ricercatori identificano tre diversi meccanismi che potrebbero essere alla base dell'effetto terapeutico dell'aiuto reciproco: (1) quando un individuo aiuta un altro, il funzionamento sociale di colui che aiuta migliora, perché l'atto di fornire aiuto a un altro consente all'aiutante di superare le proprie difficoltà; (2) quando un individuo aiuta un altro, il funzionamento sociale dell'aiutante migliora perché l'atto di fornire aiuto a un altro consente all'aiutante di rafforzare il proprio apprendimento personale sulla guarigione; (3) quando un individuo aiuta un altro, l'aiutante sperimenta un aumento del proprio senso di competenza e utilità per gli altri e consente all'aiutante di adottare un "ruolo basato sulla forza che non è stato pienamente esercitato in altre aree della vita"(p. 175). Nel rivedere la ricerca su GROW, in particolare, il 67% dei membri di questa organizzazione campionati da Young e Williams (1987), a cui è stato chiesto come hanno maggiormente beneficiato della partecipazione, ha riferito che il coinvolgimento in GROW "ha insegnato [loro] che potrebbero aiutare gli altri" (la risposta più scelta tra tutte le categorie elencate). Come suggerito da uno studio di Maton e Salem (1995), questa idea viene espressa in modo più succinto per mezzo di un assioma di GROW che viene spesso recitato nelle riunioni: "Se hai bisogno di aiuto, aiuta gli altri".